# Inge Landgut
Inge Landgut (Berlino, 23 novembre 1922 – Berlino, 29 maggio 1986) è stata un'attrice tedesca.

## Biografia
Iniziò la sua carriera da attrice bambina nel 1928. Le sue interpretazioni più note di questo periodo furono quella di Elsie, la vittima di M - Il mostro di Düsseldorf (1931) di Fritz Lang, e quella di Pony Hütchen in La terribile armata (1931) di Gerhard Lamprecht, su un racconto di Erich Kästner. I due film ebbero un enorme successo e resero la bambina popolarissima anche a livello internazionale, sia tra il pubblico adulto, cui il primo film era indirizzato, sia tra i ragazzi/e della sua età, cui era rivolta la seconda pellicola. Tra i piccoli protagonisti de La terribile armata Landgut era l'unica bambina, al fianco di Rolf Wenkhaus, Hans Löhr, Hans Richter, Hans Joachim Schaufuß e Martin Rickelt; era anche l'unica ad avere già esperienza di fronte alla macchina da presa. 
Landgut si diplomò quindi alla scuola di recitazione del Deutsches Theater di Berlino, dove ebbe per maestra Agnes Windeck. Oltre che nel cinema, fu impegnata in teatro e successivamente in televisione. Dal 1951, avendo diradato l'attività di attrice, fu soprattutto impegnata nel doppiaggio: fu la voce tedesca, tra le altre, di Olivia de Havilland,  Angie Dickinson, Sophia Loren (ne L'oro di Napoli), Shelley Winters. Prestò la sua voce anche a personaggi di animazione.
Dal 1952 fu la moglie dell'attore e regista Werner Oehlschläger (1904-1980).

## Filmografia parziale
- Violantha (1928)
- Angst (1928)
- Indizienbeweis (1929)
- Il fantasma della felicità (1930)
- M - Il mostro di Düsseldorf (1931)
- La terribile armata (1931)
- Hanneles Himmelfahrt (1934)
- Das Einmaleins der Liebe (1935)
- La donna di una notte (1938)
- Le adolescenti (1938)
- Unser täglich Brot (1949)
- Sfida alla morte (1951)
- Schneeweißchen und Rosenrot (1984)